# Sphärolith (Geowissenschaften)

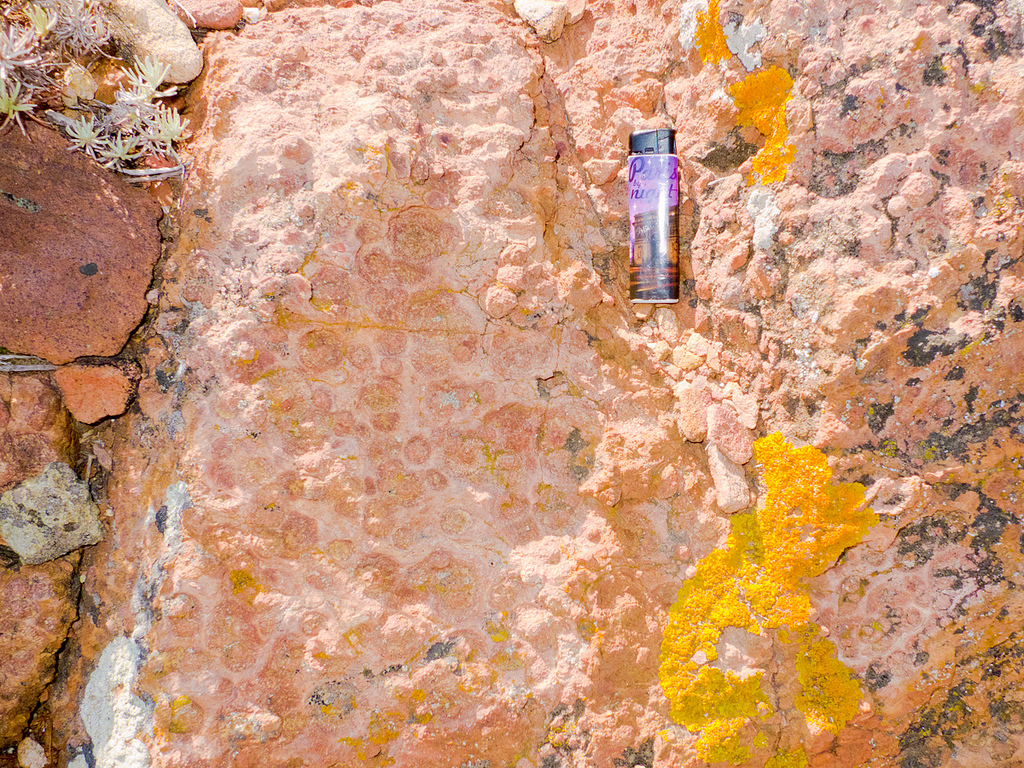
Rosafarbene Rhyolith-Sphärolithe in feinkörniger Grundmasse desselben Gesteins

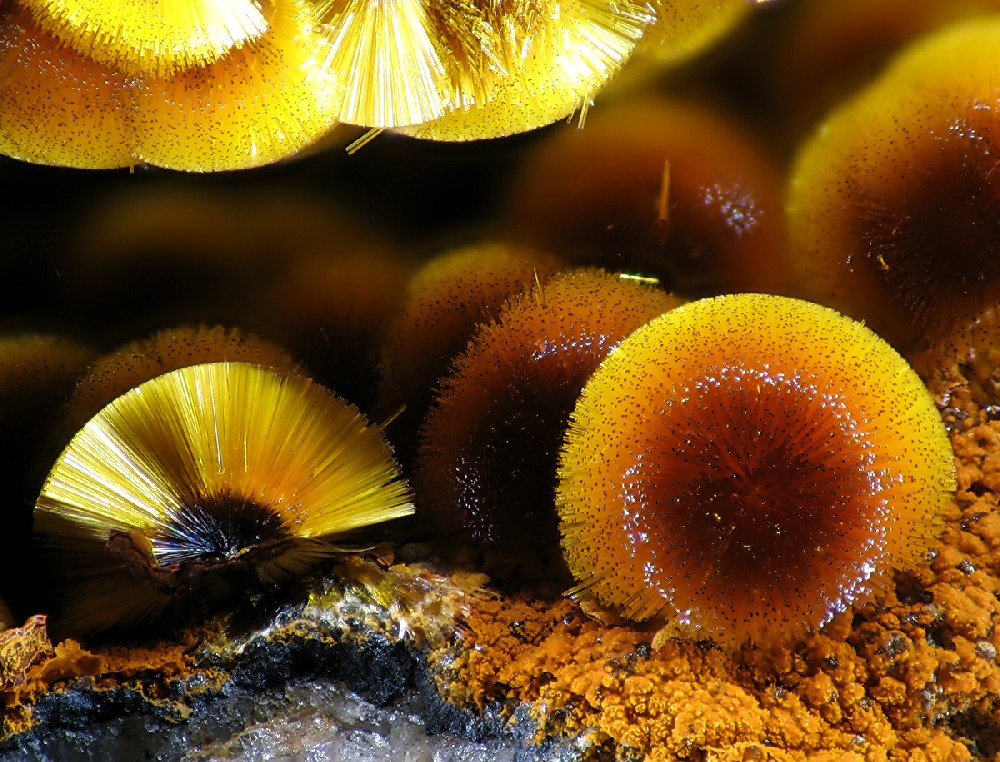
Kugelige Aggregate aus radialstrahlig-nadelig gewachsenen Kakoxen-Kristallen

Sphärolith (von altgriechisch σφαῖρα sphaîra ‚Kugel‘ und altgriechisch λίθος líthos ‚Stein‘; auch Radiolith) ist ein Begriff aus der Mineralogie und Petrologie, mit dem rundliche bis kugelige Gesteins- oder Mineralgebilde bezeichnet werden, die entweder frei aufgewachsen oder als Einsprenglinge bzw. Einschlüsse in Gesteinen vorkommen.
Sphärolithische Gesteine finden sich vorwiegend unter den Vulkaniten wie beispielsweise Porphyr und Rhyolith, wo ein oder mehrere Gemengteile sphärolithisch ausgebildet sein können.
Mineralische Sphärolithe bilden sich, indem viele Kristallfasern gleichzeitig von einem Kristallisationskeim ausgehend radialstrahlig weiterwachsen und kugelige Mineral-Aggregate bilden. Beispiele für überwiegend frei wachsende, sphärolithische Mineralbildungen sind Kakoxen, Mesolith, Natrolith und Skolezit. Das Mineral Wavellit tritt ebenso aufgewachsen wie eingewachsen in kugeligen Aggregaten auf, und die Quarz-Modifikation Cristobalit kennt man vor allem in Form weißer, kugeliger Gebilde beim Schneeflockenobsidian.